# Stan Smith
Stanley Roger (Stan) Smith (Pasadena, 14 december 1946) is een voormalig tennisser uit de Verenigde Staten van Amerika. Met zijn tennispartner Bob Lutz vormde hij een van de beste dubbelspelduo's aller tijden. Samen wonnen ze vele belangrijke titels.
Smith was in de eerste plaats een uitmuntend enkelspeler. Hij won o.a. eenmaal Wimbledon en eenmaal het US Open. In 1987 werd hij opgenomen in de internationale Tennis Hall of Fame.

## Adidas
Smith werd in 1971 door Adidas benaderd om zijn naam te verbinden aan een tennisschoen: de Adidas Stan Smith. Deze tennisschoen, die nog steeds in productie is en nauwelijks veranderd is qua vormgeving, wordt niet meer gebruikt als tennisschoen maar als sneaker.

## Resultaten grandslamtoernooien
| Legenda | Legenda                          |
| ------- | -------------------------------- |
| g.t.    | geen toernooi gehouden           |
| l.c.    | lagere categorie                 |
| –       | niet deelgenomen                 |
| G       | uitgeschakeld in de groepsfase   |
| 1R      | uitgeschakeld in de eerste ronde |
| 2R      | uitgeschakeld in de tweede ronde |
| 3R      | uitgeschakeld in de derde ronde  |
| 4R      | uitgeschakeld in de vierde ronde |
| KF      | uitgeschakeld in de kwartfinale  |
| HF      | uitgeschakeld in de halve finale |
| F       | de finale verloren               |
| W       | het toernooi gewonnen            |
| w-v     | winst/verlies-balans             |

### Enkelspel
| toernooi        | 1964 | 1965 | 1966 | 1967 | 1968 | 1969 | 1970 | 1971 | 1972 | 1973 | 1974 | 1975 | 1976 | 1977 | 1977 | 1978 | 1979 | 1980 | 1981 | 1982 | 1983 |
| --------------- | ---- | ---- | ---- | ---- | ---- | ---- | ---- | ---- | ---- | ---- | ---- | ---- | ---- | ---- | ---- | ---- | ---- | ---- | ---- | ---- | ---- |
| Australian Open | –    | –    | –    | –    | –    | –    | 3R   | –    | –    | –    | –    | –    | 3R   | –    | 3R   | –    | –    | –    | –    | –    | –    |
| Roland Garros   | –    | –    | –    | –    | –    | 4R   | 1R   | KF   | KF   | 4R   | 1R   | 4R   | –    | 4R   | 4R   | 3R   | 3R   | –    | –    | –    | –    |
| Wimbledon       | –    | 2R   | 4R   | 3R   | 2R   | 4R   | 4R   | F    | W    | –    | HF   | 1R   | 4R   | 4R   | 4R   | 1R   | 3R   | 3R   | 4R   | 2R   | 1R   |
| US Open         | 2R   | 2R   | 1R   | 3R   | 2R   | 2R   | KF   | W    | KF   | HF   | KF   | 1R   | 4R   | 2R   | 2R   | 3R   | 3R   | 1R   | 2R   | 2R   | 1R   |

### Mannendubbelspel
| Toernooi        | 1968 | 1969 | 1970 | 1971 | 1972 | 1973 | 1974 | 1975 | 1976 | 1977 | 1977 | 1978 | 1979 | 1980 | 1981 | 1982 | 1983 | 1984 |
| --------------- | ---- | ---- | ---- | ---- | ---- | ---- | ---- | ---- | ---- | ---- | ---- | ---- | ---- | ---- | ---- | ---- | ---- | ---- |
| Australian Open | –    | –    | W    | –    | –    | –    | –    | –    | HF   | –    | HF   | –    | –    | –    | –    | –    | –    | –    |
| Roland Garros   | –    | 3R   | –    | F    | –    | –    | F    | –    | –    | HF   | HF   | 2R   | KF   | –    | –    | –    | –    | –    |
| Wimbledon       | 1R   | KF   | 3R   | 3R   | F    | –    | F    | 3R   | HF   | 3R   | 3R   | 2R   | 2R   | F    | F    | 2R   | –    | –    |
| US Open         | W    | 3R   | 3R   | F    | HF   | 3R   | W    | 1R   | 3R   | KF   | KF   | W    | F    | W    | 1R   | 1R   | 1R   | 1R   |